# Juan Corona Ramón
Juan Corona Ramón (Barcelona, España; 1959) es doctor en Ciencias Económicas y Empresariales y catedrático de Economía Aplicada. Fue el primer rector de la Universidad Abad Oliva CEU (UAO CEU), de la que es rector honorario. Actualmente en 2021 dirige la Cátedra Jean Monnet sobre Integración Fiscal en la Unión Europea y la Cátedra de Estudios Mundiales Antoni de Montserrat, ambas en la UAO CEU.

## Formación
Licenciado en Ciencias Económicas y Empresariales por la Universidad de Barcelona en 1982 con premio extraordinario de licenciatura y doctor en Ciencias Económicas y Empresariales por la Universidad de Barcelona en 1984 con premio extraordinario de doctorado.

## Trayectoria
En el ámbito profesional, ha sido miembro del Tribunal de Cuentas Europeo, director general del Instituto de la Empresa Familiar, y forma parte, entre otros reconocimientos, de la Junta Directiva de la Sociedad de Estudios Económicos, de la Asociación Española de Directivos y de la Red de Cátedras de Empresa Familiar (que incluye a 38 universidades españolas), de la que es director.
También forma parte de numerosos consejos, patronatos y comités de redacción, entre ellos de la European Journal of Family Business, y de Economist & Jurist. Dirige la Colección de Empresa Familiar de Ediciones Deusto. Y es miembro de la Junta Directiva del Institut Catalunya-Àfrica, y presidente del Institut d'Estudis Nord-americans.
Es experto en política fiscal, formó parte de la Comisión de Expertos para la Reforma del Sistema Tributario Español, presidida por Manuel Jesús Lagares Calvo. Desde 2021 integra el Grupo de Expertos Tributarios, creado por Foment del Treball.

## Actividad académica e investigadora
En 1993 ganó la Cátedra de Economía Aplicada, Economía Política y Hacienda Pública en la Universidad de las Islas Baleares. Entre 1993 y 1997 dirigió el Departamento de Economía de dicha Universidad y en 1997 asumió la Cátedra de Economía Aplicada de la Universidad Internacional de Cataluña, siendo decano de su Facultad de Ciencias Económicas y Empresariales entre 1997 y 2001.
En 2001 fue nombrado rector promotor de la Universidad Abad Oliva CEU, consiguiendo su reconocimiento oficial y siendo su primer Rector entre 2001 y 2004, cuando fue nombrado rector honorario de dicha Universidad.
En la Universidad Abad Oliva CEU ejerció también como catedrático de Economía Aplicada, director Honorario de la Cátedra de Creación de Empresas y Empresa Familiar, Director de la Cátedra de Estudios Mundiales Antoni de Montserrat, y Director de la Cátedra Jean Monnet de Integración Fiscal Europea.
Es miembro de 42 asociaciones científicas y profesionales españolas y 18 internacionales. Ha colaborado con más de 50 universidades españolas y 22 del extranjero, entre las que pueden destacarse Harvard, Kiel o La Sorbona, habiendo presentado ponencias y comunicaciones en más de 150 congresos, siendo autor de 57 libros y más de 400 publicaciones.
Es miembro de la Real Sociedad Geográfica, de la Sociedad Geográfica Española, la Royal Geographical Society, y el Institute of British Geographers. Recibió la Medalla de Honor de la Real Sociedad Geográfica en 2004 y el rango de Fellow de la Royal Geographical Society en 2009. Entre 2008 y 2016 fue miembro de la Junta Directiva y delegado en Barcelona de la Sociedad Geográfica Española, centrándose especialmente en el Área de Expediciones y en actividades de divulgación.

## Publicaciones y divulgación
En la actualidad en 2021 sus líneas de trabajo se centran en el ámbito de la economía y en el de la geografía (aspectos culturales y políticos). En el primero, en cuestiones de macroeconomía y Hacienda pública, por un lado, y de creación de empresas y empresa familiar, por otro. En el segundo, en desarrollo multicultural en Oriente Próximo y Asia Central, en los problemas de la economía africana, y en las cuestiones relativas a la Antártida.
A lo largo de su carrera ha visitado más de 200 países, desarrollando posteriormente análisis de los lugares visitados a través de conferencias y reuniones en instituciones como Casa Asia, Casa de América, Sociedad Geográfica Española o el Institut d'Estudis Nord-americans.
Entre los años 1990 y 1992 dirigió las secciones de exploración y aventura en el programas de radio "La aventura es un placer" en Antena 3 Radio. Entre 2005 y 2007 participó asiduamente en el programa "Lugares no recomendables" en Ràdio 4 y entre 2002 y 2004 en el programa de televisión "Manoa" en 25 tv. Colabora habitualmente en el Boletín de la Sociedad Geográfica Española.